# Хрватски војник
Хрватски војник је први хрватски војни часопис који је почео да излази у новембру 1991. године, а први хрватски војни лист био је „Гардист“, уредника Младена Павковића.
Пред крај рата у Хрватској, у мају 1995. године, двонедељник Хрватски војник прерастао је у војни часопис који излази једном месечно, а недељник Велебит излази као информативно-образовни часопис. 
Одговарајући на захтеве времена, недељник Велебит је 2000. године преименован у недеељник Обрана, током чега је часопис редизајниран и покренуто много нових рубрика, док је месечник Хрватски војник наставио излазити истим темпом све до октобра 2004. године. Два часописа поново су уједињена под заједничким називом Хрватски војник, који излази једном недељно.
Хрватски војник је од 2001. године члан Европског удружења војних новинара (ЕМПА).